# Martin Schweiger (Politiker)
Martin Schweiger (* 5. Februar 1911 in Göggingen, heute Augsburg; † 23. Februar 1990 in Dillingen an der Donau) war ein deutscher Politiker der Bayernpartei und der CSU.

## Leben
Nach dem Schulabschluss der mittleren Reife ließ sich Schweiger zum Metzger ausbilden, die Lehre beendete er mit der Meisterprüfung. Zum 1. Januar 1938 trat er der NSDAP bei. 1938 holte er an der TH München das Abitur nach und studierte danach Betriebswissenschaften. Er erwarb das Diplom-Examen und promovierte zum Dr. rer. pol. Von 1950 bis 1966 war er Abgeordneter im Bayerischen Landtag, überwiegend für die Bayernpartei. Ab 1954 vertrat er dabei das Direktmandat im Stimmkreis Dillingen-Stadt und -Land. 1957 verließ er die Bayernpartei und wechselte zur CSU, nach knapp einem Jahr kehrte er jedoch zur Bayernpartei zurück. Von 1952 bis 1978 übte er das Amt des Landrats des Landkreises Dillingen an der Donau aus.
Schweiger wurde am 13. Januar 1964 mit dem Bayerischen Verdienstorden ausgezeichnet.